# Orsilochides variabilis
Orsilochides variabilis är en insektsart som först beskrevs av Herrich-schaeffer 1837.  Orsilochides variabilis ingår i släktet Orsilochides och familjen sköldskinnbaggar. Inga underarter finns listade i Catalogue of Life.